# Speculum majus

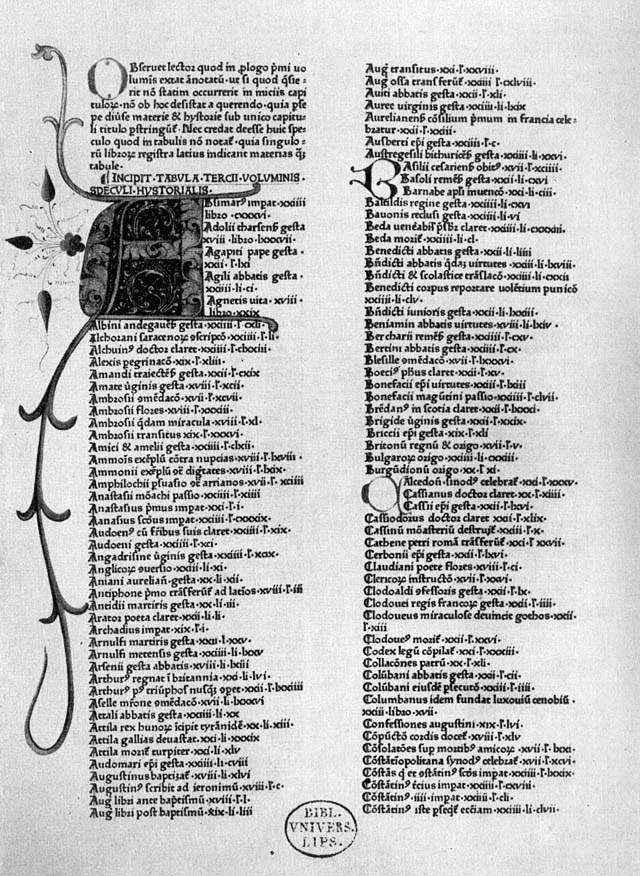
Imagen de página del Speculum Majus en la edición en Estrasburgo de Johann Mentelin de 1473, Volumen 3 del Speculum historiale.

Speculum majus (Espejo mayor) fue una importante enciclopedia de la Edad Media, escrita por Vincent de Beauvais en el siglo XIII. Fue una gran compilación de los conocimientos de la época.

## Estructura de la obra
Speculum majus está formado por tres partes (o 3 sub-espejos):
- Speculum naturale (Espejo natural)
- Speculum doctrinale (Espejo doctrinal)
- Speculum historiale (Espejo histórico)

Estas obras fueron reeditadas numerosas veces hasta el Renacimiento.

### Speculum naturale
Speculum naturale (o Espejo de la naturaleza) está dividida en 32 libros y 3718 capítulos. Es el resumen de los conocimientos de historia natural de su tiempo, un mosaico de citas de autores latinos, griegos, árabes e incluso hebreos. Vicent no duda tampoco en añadir sus propios comentarios.
- Libro I. La Creación y constituye un comentario al Génesis.
- Libro II. Es un tratado sobre los elementos del mundo: la luz, el color, los cuatro elementos, Lucifer y los ángeles caídos.
- Libro III y IV. Tratan sobre el alma y el tiempo así como de los fenómenos atmosféricos como la lluvia, el cielo, el trueno...
- Libros V al XIV. Tratan sobre el mar y los ríos, la agricultura, los metales, las piedras preciosas, las plantas, etc. En función de cada especie, Vincent, en la medida de sus posibilidades, da información sobre su uso medicinal. Adopta una clasificación alfabética.
- Libro XV. Trata sobre los fenómenos astronómicos como la luna, las estrellas, el sol y las estaciones.
- Libros XVI y XVII. Tratan sobre las aves y los peces. El orden es una vez más alfabético e igual que en los anteriores Vinvent trata de hacer referencia a las propiedades medicinales.
- Libros XVIII al XXII. Tratan sobre los animales salvajes o domésticos, como los perros, serpientes, abejas e insectos. Los dos últimos libros están dedicados de forma más particular a la fisiología.
- Libros XXIII al XXVIII. Tratan sobre la psicología, psiquiatría y anatomía del ser humano, de los cinco sentidos, de los órganos, del sueño, de la memoria, etc.
- Libros XXIX al XXXII. Constituyen un complemento a los anteriores. El último da conocimientos geográficos e históricos hasta el año 1250.

### Speculum doctrinale
Speculum doctrinale (o espejo de la doctrina) está constituido por 17 libros y 2374 capítulos. Se trata de una especie de manual para los estudiantes que trata temas variados tanto de artes mecánicas como de escolástica o de tácticas militares. no se limita únicamente a la historia natural sino que trata también la lógica, la retórica, poesía, geometría, astronomía, educación o las pasiones humanas, anatomía, cirugía, medicina, derecho, etc.
- Libro I. Comienza tratando de abordar la filosofía antes de proporcionar un vocabulario en latín de 6000 a 7000 palabras.
- Libros II. Trata sobre la gramática, la lógica, la retórica y la poesía.
- Libro III. Incluye numerosas fábulas bien conocidas como la del león y el ratón.
- Libros IV y V. La virtud y temas similares.
- Libro VI. Trata sobre temas diferentes, por ejemplo incluye consejos sobre la construcción de casas, jardinería, educación o viticultura. Incluye también una especie de almanaque para cada mes del año.
- Libros VII y IX. Hacen referencia a las artes políticas y sugieren reglas para la educación de los príncipes así como derecho civil, penal y canónico.
- Libro IX. El comercio, la caza y la navegación.
- Libros XII al XIV. Tratan sobre medicina, especialmente sobre consejos para preservar la salud.
- Libro XV. Se puede considerar que es un resumen de Speculum Naturale.
- Libro XVI. Trata sobre matemáticas así como de música, geometría, astronomía y astrología, pesos y medidas y metafísica. Es de destacar que Vincent conocía perfectamente las cifras árabes aunque no las llama por su nombre sino que usa las palabras digitus y articulus.

### Speculum historiale
La parte más difundida de Speculum maius fue Speculum historiale, consta de 31 libros y 3793 capítulos. Muestra la historia del mundo hasta los tiempos de Beauvais. Está basado en el Chronicon de Helinand de Froidmont (1229).
Es considerada una leyenda: una narración que prescinde de la historia y la deforma, pero que se refiere a personas que han vivido realmente o a figuras imaginarias ligadas a un lugar concreto real y que actuaron en un determinado tiempo.